# Винонен, Роберт Иванович
Ро́берт Ива́нович Ви́нонен (род. 3 апреля 1939) — советский, российский поэт, переводчик, критик, член Союза писателей России, действительный член Финно-угорской Академии наук, экс-президент Ассоциации финно-угорских писателей России, доцент.

## Биография
Родился 3 апреля 1939 года в деревне Шушары Московско-Славянского финского национального сельсовета Слуцкого района Ленинградской области. Ингерманландец. Отец — Иван Иванович Винонен, 1897 года рождения, мать — Мария Матвеевна Винонен, 1903 года рождения.
Отец работал кладовщиком-товароведом на Центральном хирургическом складе Ленинградского городского отделения Главного аптечного Управления. 7 сентября 1941 года он был арестован по статье 58–10 часть 2 УК РСФСР. Виновным себя не признал. Расстрелян. 1965 году дело было прекращено. Реабилитирован в 1996 году.
В марте 1942 года был депортирован вместе с матерью из блокадного Ленинграда на основании постановления Военного совета Ленинградского фронта № 00713 «О выселении из Ленинграда в административном порядке социально опасного элемента», к которым были отнесены ингерманландцы, оставшиеся внутри блокадного кольца. До конца войны находился в деревне Шестаково Слободского района Кировской области.
С 1945-го по 1946 год жил с матерью на станции Понтонная под Ленинградом.
С 1946-го по 1949 год — в Эстонии, в городе Раквере.
В 1949 году семья была выслана в Карелию, в Петрозаводск.
В 1953 году после окончания семилетней школы, в возрасте 14 лет пошёл работать учеником сапожника.
В 1954 году поступил в петрозаводское ремесленное училище № 2.
В 1956 году окончил училище, работал токарем на Онежском тракторном заводе. Занимался парашютным спортом в аэроклубе. Первые стихи в возрасте 17 лет опубликовал в заводской многотиражке «Онежец».
В 1959 году окончил вечернюю среднюю школу. Поступил в Ленинградское речное училище. Печатался в газете «Северо-Западный водник».
В 1961 году поступил в Литературный институт имени А. М. Горького на очное отделение в группу эстонско-финского перевода.
Весной 1962 года «Литературная газета» напечатала сочинение первокурсника Р. Винонена «Осенняя акварель».
В 1966 году окончил Литинститут, семинар Л. А. Озерова, поступил в аспирантуру, выпустил свой первый сборник стихов «Мгновение».
В 1972 году защитил в Тбилиси кандидатскую диссертацию «Переводчик как творческая индивидуальность».
Работал в нескольких московских издательствах, заведовал кафедрой литературного перевода Литинститута. Автор множества поэтических книг, сборников переводов и литературно-критических статей. Автор более двух десятков книг стихов (1966—2017), а также книг очерков о поэзии «Чувство пути» (1981) и «Похождения Слова» (2014), историко-публицистической работы «Причина смерти: расстрел» (1998) и книг переводов с финского: Арво Туртиайнен «Избранное» 1986), Тайсто Сумманен «Скала двух лебедей» (1989).
В 1997 году он переехал в Финляндию.
Сохраняя российское гражданство, живёт в Хельсинки, является почётным председателем Объединения русскоязычных литераторов Финляндии, постоянным автором журнала «Иные берега» и многолетним руководителем поэтической студии Объединения русскоязычных литераторов Финляндии.